# サウロ・ホドリゲス・ダ・シウヴァ
サウロ・ミネイロ（Saulo Mineiro）こと、サウロ・ホドリゲス・ダ・シウヴァ（Saulo Rodrigues da Silva、1997年6月17日 - ）は、ブラジル・ミナスジェライス州ウベルランジア出身のプロサッカー選手。中国超級リーグ・上海申花足球倶楽部所属。ポジションはフォワード。

## 来歴
地元クラブであるウベルランジアECのユースチームでプレーをはじめ、2017年3月の州選手権・クルゼイロEC戦でトップチームデビューを果たした。その後、アメリカ・ミネイロのU-20チームに期限付き移籍し、2017年シーズン終了まで同クラブでプレーした。
2018年シーズンはウベルランジアECの他、ウベラーバSC、アラシャECでプレー。
2019年シーズンはトゥピFC、CRACに短期間在籍した後、4月にヴォルタ・レドンダFCと契約を結んだ。9月、ヴォルタ・レドンダFCとの契約を2021年まで延長。
2020年シーズンはセリエCで数試合に出場した後、9月18日に国内トップリーグであるセリエAに所属するセアラーSCに移籍。11月30日のCRヴァスコ・ダ・ガマ戦でセリエA初ゴールを決めた。
2021年7月、J1リーグの鹿島アントラーズが獲得に乗り出し、すでに個人合意に達していると報じられたが、この移籍は成立しなかった、7月22日に同じJ1リーグの横浜FCに加入することが発表された。
2023年8月2日、古巣のセアラーSCへ完全移籍。

## Jリーグでの個人成績
| 国内大会個人成績 | 国内大会個人成績 | 国内大会個人成績 | 国内大会個人成績 | 国内大会個人成績 | 国内大会個人成績 | 国内大会個人成績 | 国内大会個人成績 | 国内大会個人成績 | 国内大会個人成績 | 国内大会個人成績 | 国内大会個人成績 |
| 年度             | クラブ           | 背番号           | リーグ           | リーグ戦         | リーグ戦         | リーグ杯         | リーグ杯         | オープン杯       | オープン杯       | 期間通算         | 期間通算         |
| 年度             | クラブ           | 背番号           | リーグ           | 出場             | 得点             | 出場             | 得点             | 出場             | 得点             | 出場             | 得点             |
| 日本             | 日本             | 日本             | 日本             | リーグ戦         | リーグ戦         | リーグ杯         | リーグ杯         | 天皇杯           | 天皇杯           | 期間通算         | 期間通算         |
| ---------------- | ---------------- | ---------------- | ---------------- | ---------------- | ---------------- | ---------------- | ---------------- | ---------------- | ---------------- | ---------------- | ---------------- |
| 2021             | 横浜FC           | 31               | J1               | 11               | 4                | 0                | 0                | 0                | 0                | 11               | 4                |
| 2022             | 横浜FC           | 13               | J2               | 19               | 4                | -                | -                | 1                | 0                | 20               | 4                |
| 2023             | 横浜FC           | 13               | J1               | 9                | 0                | 2                | 0                | 2                | 2                | 13               | 2                |
| 通算             | 日本             | 日本             | J1               | 20               | 4                | 2                | 0                | 2                | 2                | 24               | 6                |
| 通算             | 日本             | 日本             | J2               | 19               | 4                | -                | -                | 1                | 0                | 20               | 4                |
| 総通算           | 総通算           | 総通算           | 総通算           | 39               | 8                | 2                | 0                | 3                | 2                | 44               | 10               |